# Fusarium graminearum
Fusarium graminearum Schwabe – gatunek grzybów z rodziny gruzełkowatych (Nectriaceae). Pasożyt wielu roślin. U roślin uprawnych wywołuje grzybowe choroby roślin, takie jak zgorzel siewek, fuzarioza kłosów zbóż i fuzaryjna zgorzel łodyg kukurydzy, fuzaryjna zgorzel goździka.

## Systematyka i nazewnictwo
Pozycja w klasyfikacji według Index Fungorum: Fusarium, Nectriaceae, Hypocreales, Hypocreomycetidae, Sordariomycetes, Pezizomycotina, Ascomycota, Fungi.
Ma ponad 20 synonimów. Niektóre z nich:

- Botryosphaeria saubinetii (Mont.) Niessl 1872
- Dichomera saubinetii (Mont.) Cooke 1878
- Dothidea zeae (Schwein.) Schwein. 1832
- Fusarium caricis Oudem. 1890
- Fusarium graminearum Schwabe 1839
- Gibbera saubinetii Mont. 1856
- Gibberella pulicaris subsp. saubinetii (Mont.) Sacc. 1878
- Gibberella saubinetii (Mont.) Sacc. 1879
- Gibberella zeae (Schwein.) Petch 1936
- Hendersoniopsis zeae (Schwein.) Woron. 1922
- Sphaeria saubinetii Berk. & Broome 1848
- Sphaeria zeae Schwein. 1822

Patogen ten w Polsce znany jest wyłącznie w postaci anamorfy jako Fusarium graminearum. Teleomorfy w Polsce w środowisku naturalnym nie znaleziono. Można ją jednak łatwo hodować w laboratorium na sztucznych pożywkach.

## Morfologia
Grzyb mikroskopijny. Podczas konidiogenezy wytwarza tylko jeden rodzaj zarodników – makrokonidia. Są one proste lub lekko sierpowate, mają 3-7 przegród i rozmiary 3,5–6,5 × 29–82 μm. Powstają na rozgałęzionych konidioforach w spordochiach, a czasami także bezpośrednio na grzybni powietrznej. Makrokonidia są różowe, komórka konidiotwórcza ma gałkowaty kształt, typowy u Fusarium. Owocniki płciowe typu perytecjum powstają bardzo rzadko. Są purpurowoczarne. Powstające w nich askospory mają 3 przegrody. Są krótsze i grubsze od makrokonidiów. Są to zarodniki typu balistospora – po dojrzeniu są z worka wyrzucane z przyspieszeniem 870 000 razy większym od przyspieszenia ziemskiego. Jest to największe przyspieszenie, jakie zaobserwowano w świecie istot żywych.

## Znaczenie
- W samym tylko USA w ciągu ostatniej dekady fuzarioza zbóż spowodowała straty szacowane na kilka miliardów dolarów[5]
- Według ankiety przeprowadzonej wśród fitopatologów przez czasopismo „Molecular Plant Pathology” w 2012 r. gatunek ten znalazł się na 4. miejscu wśród gatunków grzybów o największym znaczeniu w gospodarce człowieka[6].
- Gibberella zeae wydziela dwie mykotoksyny: zearalenon i deoksyniwalenol. Pierwsza ma podobne działanie, jak estrogeny; gdy dostanie się do układu pokarmowego u ciężarnych kobiet i samic ssaków może spowodować poronienia, u mężczyzn zaś feminizację. Deoksyniwalenol u świni powoduje chorobę i niechęć do spożywania pokarmu[5].
- Jest modelowym gatunkiem grzyba często wykorzystywanym w badaniach laboratoryjnych. Jej plecha jest homotaliczna, co bardzo ułatwia rozmnażanie płciowe. Daje się łatwo hodować na agarze z ekstraktem marchwianym i rozmnaża się bardzo szybko; już po 48 godz. tworzy perytecja, a po 144 godz. askospory[5].
- Jest jednym z nielicznych gatunków grzybów, u których dokonano pełnego rozszyfrowania genomu[5].